# Teploosjorsk
Teploosjorsk (russisk: Теплоозёрск) er en bymæssig bebyggelse (russisk: Посёлок городского типа) i den Jødiske autonome oblast i den fjernøstlige del af Rusland. Den har et indbyggertal på 3.481 (2023) indbyggere. Teploosjorsk ligger ved floden Bira, en biflod til floden Amur, ca. 80 km nordvest for oblastens hovedby Birobidzjan.